# بنیامین راش
بنیامین راش (به انگلیسی: Benjamin Rush) (۲۴ دسامبر ۱۷۴۵ –  ۱۹ آوریل ۱۸۱۳) پزشک، سیاست مدار، اصلاح کننده اجتماعی، انسان دوست، مربی و بنیانگذار کالج دیکنسون و یک رهبر مدنی در فیلادلفیا بود که در کنگره قاره‌ای شرکت داشت. با توجه به اینکه وی یکی از امضا کنندگان اعلامیه استقلال ایالات متحده آمریکا است از پدران بنیانگذار ایالات متحده محسوب می‌شود. او به عنوان جراح عمومی ارتش قاره‌ای آمریکا خدمت کرد و به عنوان استاد شیمی و استاد طبابت نظری و بالینی در دانشگاه پنسیلوانیا حضور داشت.
راش یکی از رهبران روشنگری آمریکا و از هواداران پرشور انقلاب آمریکا بود. او تصویب قانون اساسی پنسیلوانیا در ۱۷۸۸ را رهبری کرد و در بسیاری از اصلاحات، به ویژه در زمینه‌های پزشکی و آموزش، برجسته بود. او مخالف برده داری بود، از مدارس دولتی رایگان دفاع می‌کرد، و به دنبال بهبود آموزش برای زنان و یک سیستم کیفری روشن‌تر بود. راش به عنوان یک پزشک برجسته تأثیر عمده ای در حرفه پزشکی در حال ظهور داشت و به عنوان یک روشنفکر روشنگری متعهد بود که همه دانش پزشکی را به جای تکیه بر شواهد تجربی، پیرامون نظریه‌های توضیحی سازمان دهد. راش استدلال می‌کرد که بیماری، نتیجه عدم تعادل در سیستم فیزیکی بدن است و به دلیل سوء عملکرد مغز ایجاد می‌شود. رویکرد وی، زمینه را برای تحقیقات بعدی پزشکی فراهم کرد، اما خود راش هیچ‌یک از این اقدامات را انجام نداد. او با حمایت از محیط زیست پاک و تأکید بر اهمیت بهداشت شخصی و نظامی، بهداشت عمومی را ارتقا داد. مطالعه اختلال روانی راش را به یکی از بنیانگذاران روان‌پزشکی در آمریکا تبدیل کرد. در سال ۱۹۶۵ انجمن روان‌پزشکی آمریکا راش را «پدر روان‌پزشکی آمریکا» شناخت.

## مرگ

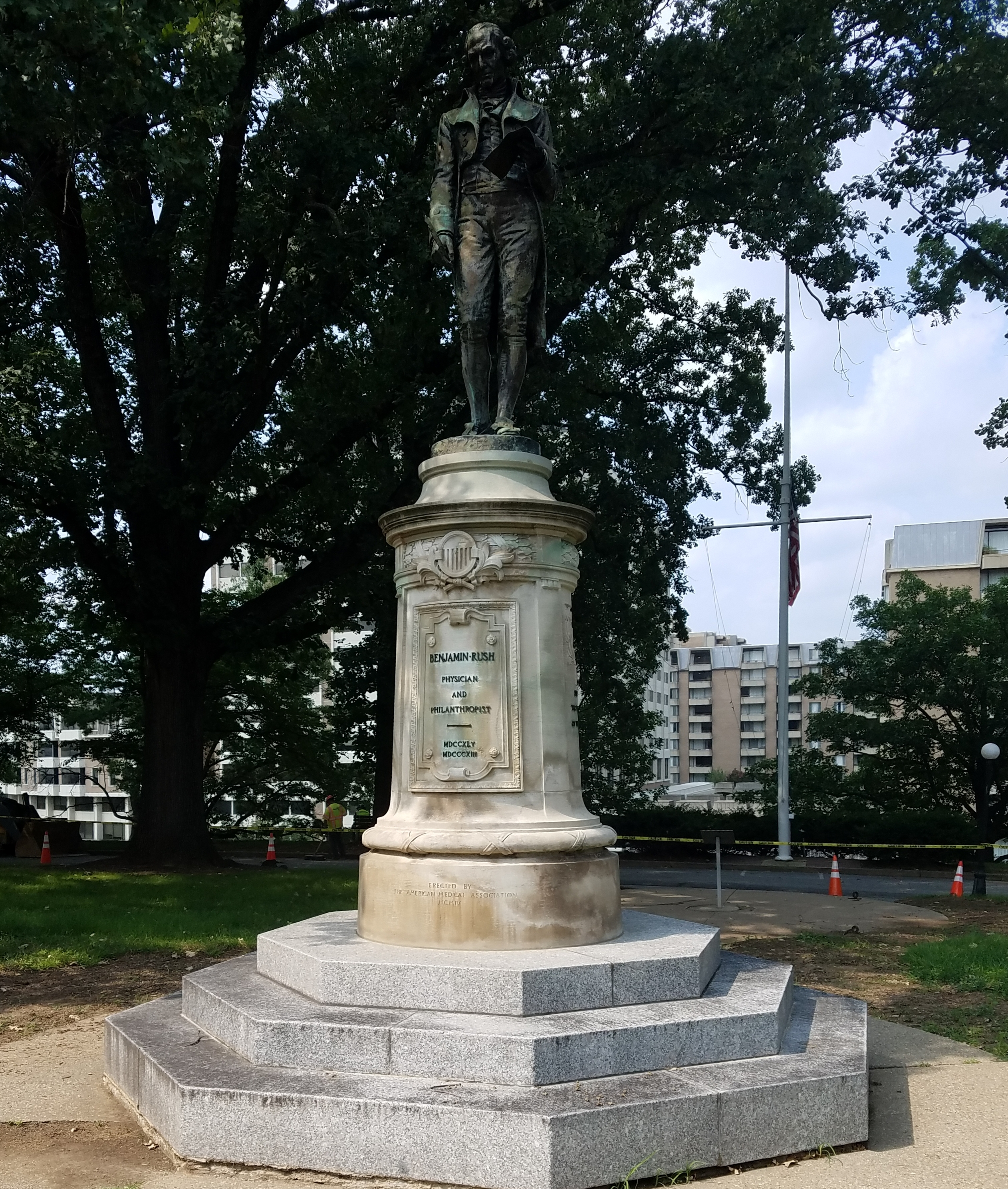
مجسمه بنیامین راش در «نوی هیل»

بنیامین راش بر اثر بیماری تیفوس درگذشت و به همراه همسرش جولیا در قبرستان کلیسای مسیح در فیلادلفیا، نه چندان دور از محل دفن بنیامین فرانکلین، به خاک سپرده شد،

## میراث
مدرسه ابتدایی بنیامین راش در ردموند، واشینگتن به افتخار او نامگذاری شد.
آکادمی هنر دبیرستان بنجامین راش در فیلادلفیا در سال ۲۰۰۸ تأسیس شد.
شهرستان راش، ایندیانا به افتخار او نام گذاری شد.
کالج پزشکی راش و متعقب آن مرکز پزشکی دانشگاه راش در شیکاگو به افتخار بنجامین راش نامگذاری شده‌است.

## آثار
- Rush, Benjamin (1773). "An Address to the Inhabitants of the British Settlements in America, Upon Slave-keeping". Philadelphia: J. Dunlap. Retrieved 2017-01-01.
- Rush, Benjamin (1819) [1791]. An inquiry into the effects of ardent spirits upon the human body and mind: with an account of the means of preventing, and of the remedies for curing them. Josiah Richardson.
- Rush, Benjamin (1794). An account of the bilious remitting yellow fever, as it appeared in the city of Philadelphia, in the year 1793. Philadelphia: Thomas Dobson.
- Rush, Benjamin (1798). Essays: Literary, Moral, and Philosophical. Philadelphia: Thomas & Samuel F. Bradford. 1989 reprint: Syracuse University Press, شابک ‎۰-۹۱۲۷۵۶-۲۲-۵
- Rush, Benjamin (1799). "Observations Intended to Favour a Supposition That the Black Color (As It Is Called) of the Negroes Is Derived from the Leprosy". Transactions of the American Philosophical Society. 4: 289–297. doi:10.2307/1005108. JSTOR 1005108.
- Rush, Benjamin, M.D. (1806). A plan of a Peace-Office for the United States. Essays, Literary, Moral and Philosophical. (2nd ed.). Philadelphia: Thomas and William Bradford. pp. 183–88. Retrieved 2010-06-03 – via Internet Archive.
- Rush, Benjamin (1808) [1778]. Directions for preserving the health of soldiers: addressed to the officers of the Army of the United States. Philadelphia: Thomas Dobson.
- Rush, Benjamin (1812) Medical Inquiries And Observations Upon The Diseases Of The Mind, 2006 reprint: Kessinger Publishing, شابک ‎۱−۴۲۸۶−۲۶۶۹−۷. Free digital copies of original published in 1812 at http://deila.dickinson.edu/theirownwords/title/0034%7B%7Bdead%5Bپیوند+مرده%5D link|date=September 2017 |bot=InternetArchiveBot |fix-attempted=yes}}. or https://web.archive.org/web/20121024024628/http://collections.nlm.nih.gov/muradora/objectView.action?pid=nlm:nlmuid-2569036R-bk
- Rush, Benjamin (2003). "Medical Inquiries and Observations, Upon the Diseases of the Mind: Philadelphia: Published by Kimber & Richardson, no. 237, Market Street; Merritt, printer, no. 9, Watkins Alley, 1812". Their Own Words. Carlisle, Pennsylvania: Dickinson College. OCLC 53177922. Archived from the original on January 7, 2004. Retrieved October 20, 2017.
- Rush, Benjamin (1815). "A Defence of Blood-letting, as a Remedy for Certain Diseases". Medical Inquiries and Observations. 4. Retrieved 2012-10-24.
- Rush, Benjamin (1830). Medical Inquiries and Observations upon Diseases of the Mind (4 ed.). Philadelphia: John Grigg. pp. 98, 197.
- Rush, Benjamin (1835). Medical Inquiries and Observations Upon the Diseases of the Mind (Fifth ed.). Philadelphia: Grigg and Elliott, No. 9 North Fourth Street. OCLC 2812179. Retrieved October 20, 2017 – via Internet Archive.
- Rush, Benjamin (1947). The selected writings of Benjamin Rush. New York: Philosophical Library. p. 448. ISBN 978-0-8065-2955-4.
- Butterfield, Lyman H., ed. (1951). Letters of Benjamin Rush. Memoirs of the American Philosophical Society. Princeton University Press. OCLC 877738348.
- The Spur of Fame: Dialogues of John Adams and Benjamin Rush, 1805–1813 (2001), Liberty Fund, شابک ‎۰−۸۶۵۹۷−۲۸۷−۷
- Rush, Benjamin (1970) [1948].  George Washington Corner (ed.). The autobiography of Benjamin Rush; his Travels through life together with his Commonplace book for 1789–1813. Westport, CT: Greenwood Press.
- Fox, Claire G.; Miller, Gordon L.; Miller, Jacquelyn C. (1996). Benjamin Rush, M.D: A Bibliographic Guide. Greenwood Press. ISBN 978-0-313-29823-3.

### مجموعه‌های بایگانی
The Presbyterian Historical Society in Philadelphia, Pennsylvania, has a collection of Benjamin Rush's original manuscripts.